# Gust Romijn
Gustavus Adrianus Maria (Gust) Romijn (Noordwijkerhout, 3 oktober 1922 – Dreischor, 28 januari 2010) was een Nederlandse beeldhouwer, graficus en kunstschilder.

## Leven en werk
Romijn volgde aanvankelijk een opleiding tot architect en begon in 1943 met schilderen en beeldhouwen. Samen met Louis van Roode en Piet Roovers behoorde hij in de jaren 50 tot de 'Venstergroep', bestaande uit jonge Rotterdamse grafici. Hij was een van de kunstenaars die meewerkten aan E55, waarvoor hij een wandschildering van 6 bij 2 meter maakte. Hij sloot zich in die periode aan bij de Liga Nieuw Beelden. Hij nam deel aan de Wereldtentoonstelling in Brussel (1958).
In de jaren 60 woonde Romijn korte tijd in New York. Terug in Nederland werd hij docent aan de Rotterdamse Academie en de Vrije Academie in Den Haag. Romijn woonde en werkte in Rotterdam, tot hij in 1982 verhuisde naar Dreischor.
Romijn werd onder meer onderscheiden met de Nationale 5 mei Grafiekprijs (1955) en de Prix Suisse (1957).

## Werken (selectie)
- 1960: IJzeren bloem, Middenbaan-noord, Hoogvliet
- 1960: Uitvliegende vogel, Schimmelpenninckstraat, Rotterdam
- 1965: Wolken, Groene Hilledijk, Rotterdam
- 1965: De schietschijf, Katendrecht, Rotterdam
- 1966: De dobber,[2] Stadionlaan, Rotterdam
- 1967: Het baken, Schiphol
- 1968: 6 kolommen, Kruisplein, Rotterdam
- 1981: Vissen uit de aarde, Aleoeten, Capelle aan den IJssel
- 1995: Etenstijd, Kattenbroek, Amersfoort
- 2003: monument ter herdenking van de Watersnood van 1953, Ouwerkerk

## Fotogalerij

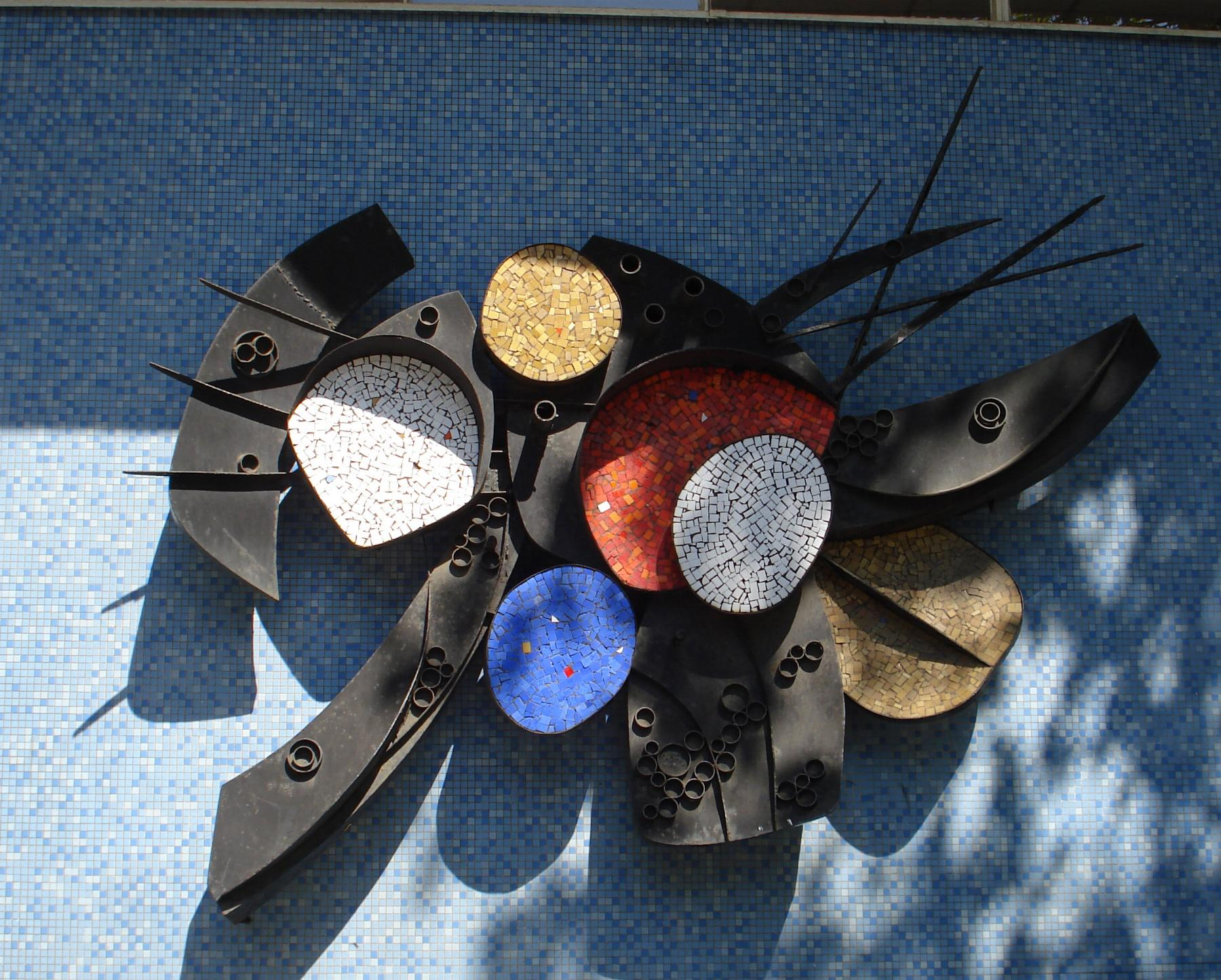
IJzeren bloem (1960), Rotterdam
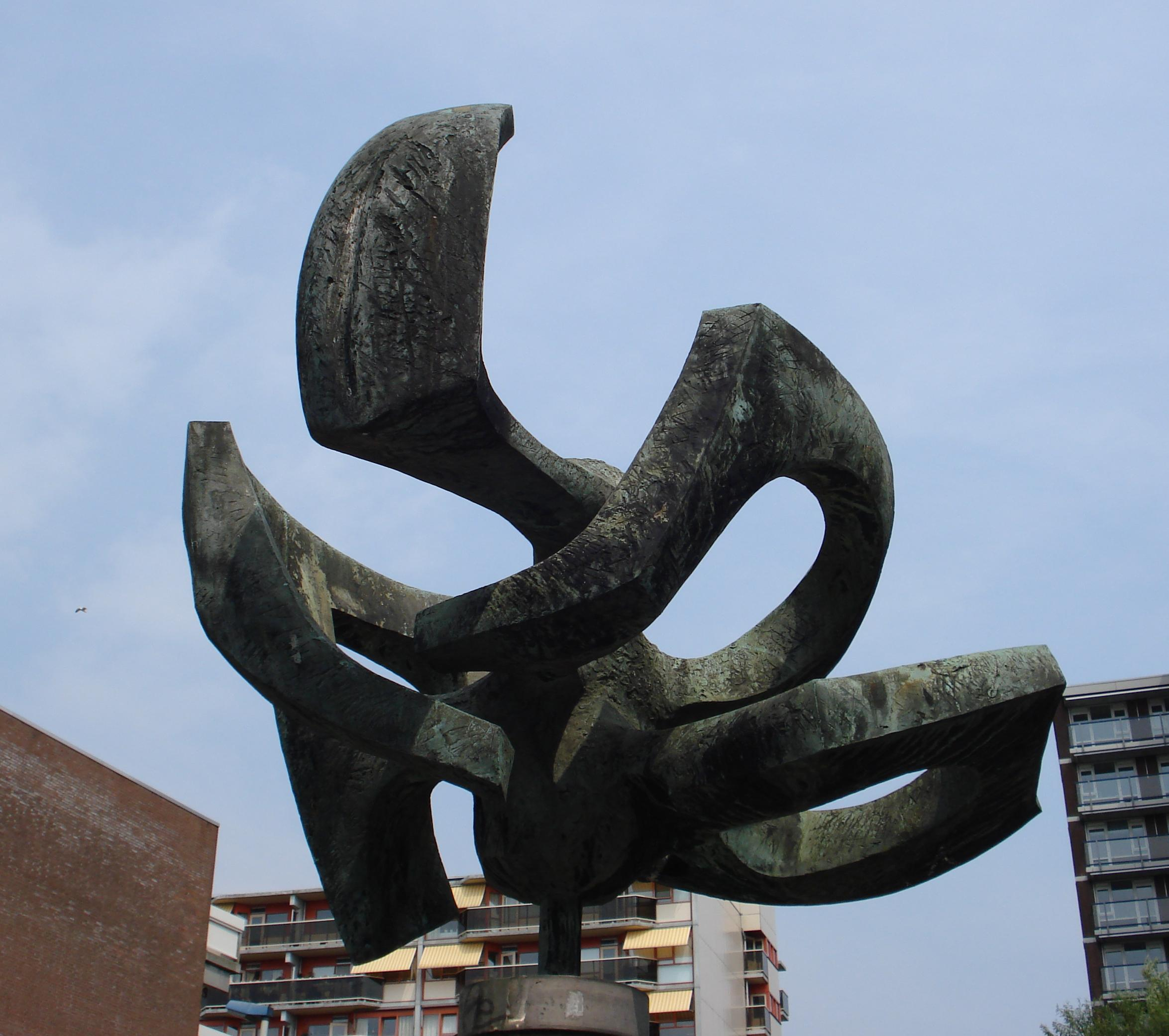
Uitvliegende vogel (1960), Rotterdam
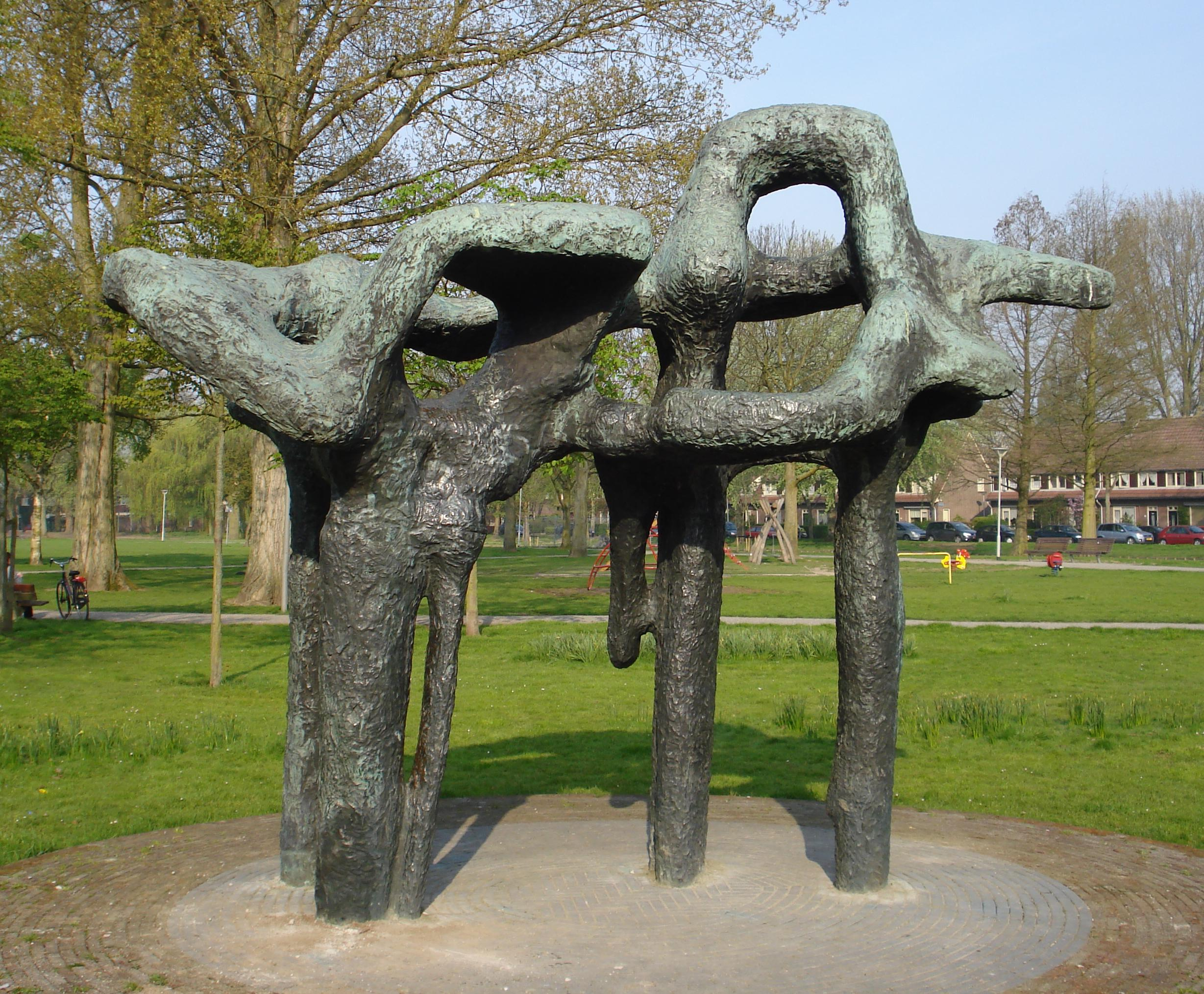
Wolken (1965), Rotterdam
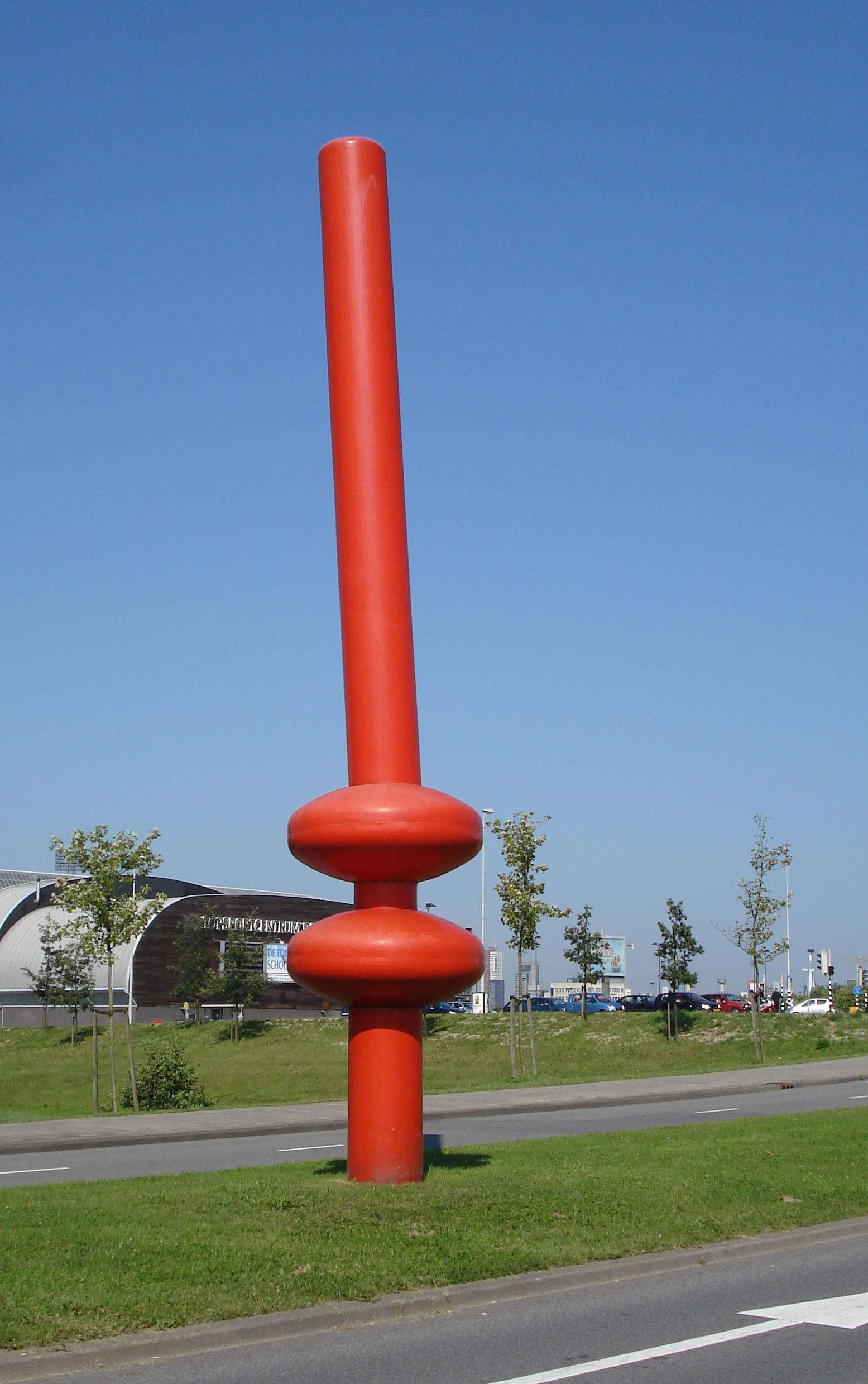
De dobber (1966), Rotterdam
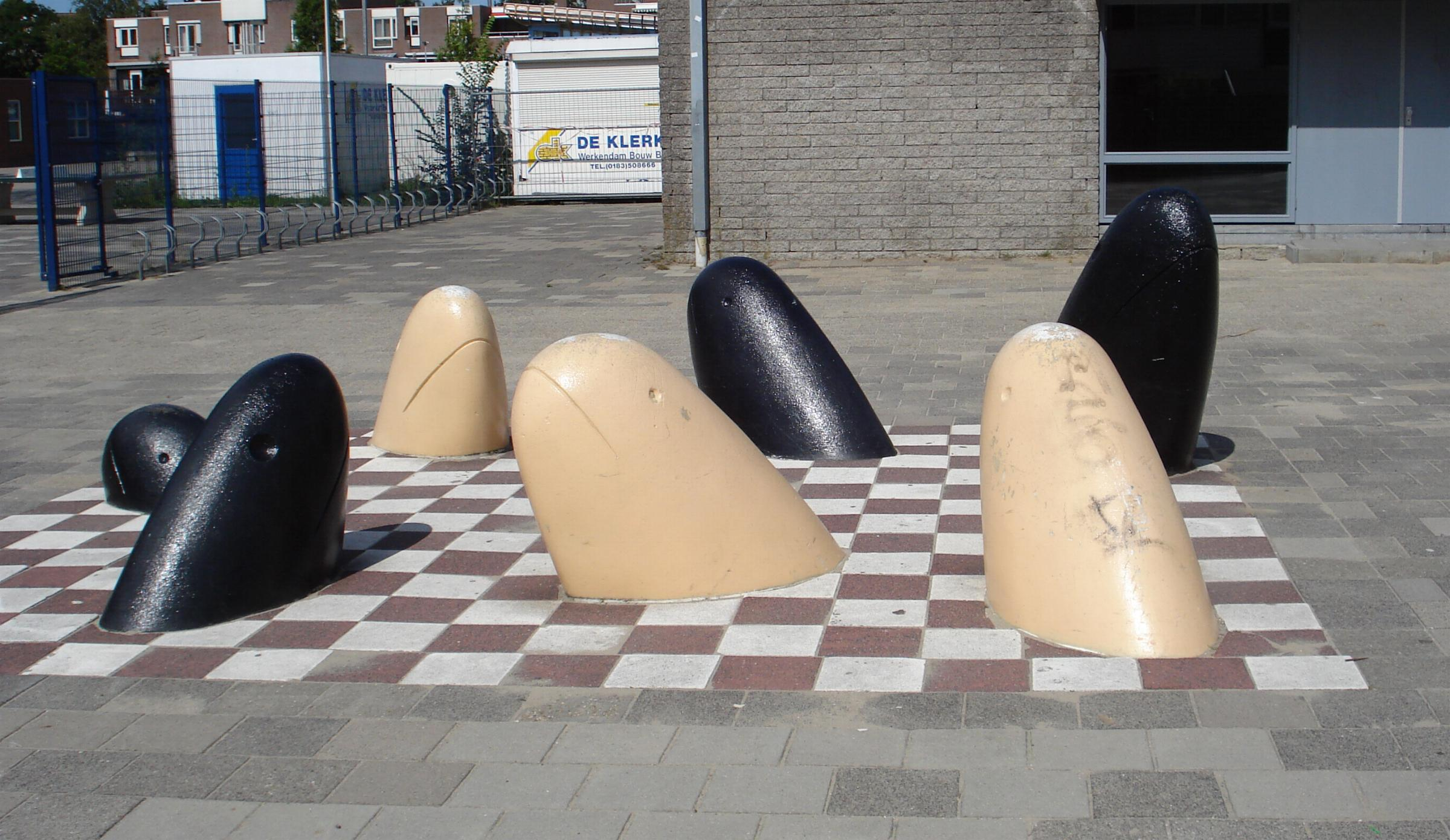
Vissen uit de aarde (1981), Capelle aan den IJssel
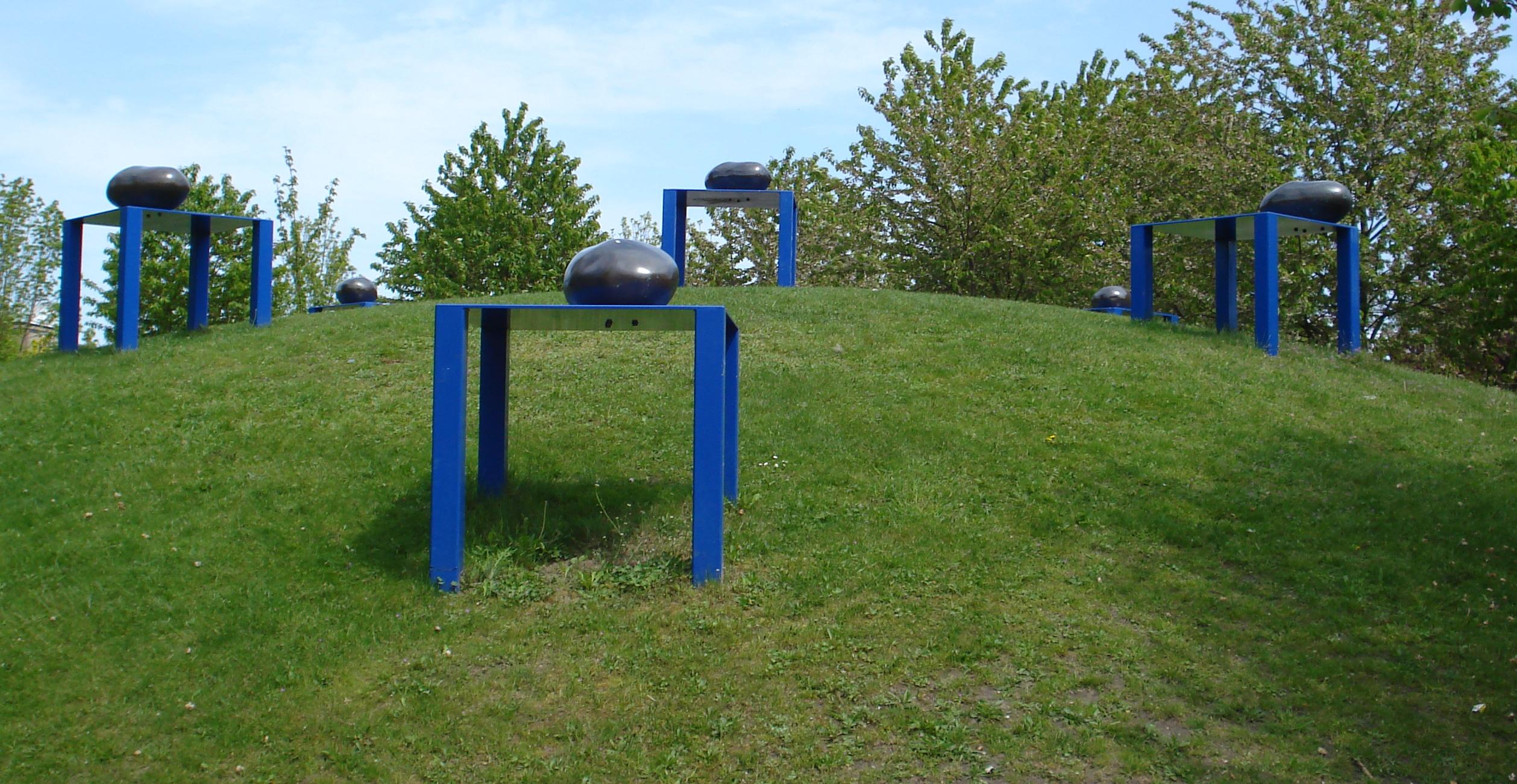
Etenstijd (1995) in Amersfoort